# Каменка (Саратский район)
Каменка (укр. Кам'янка) — село, относится к Саратскому району Одесской области Украины.
Население по переписи 2001 года составляло 71 человек. Почтовый индекс — 68223. Телефонный код — 4848. Занимает площадь 0,14 км². Код КОАТУУ — 5124582403.

## Местный совет
68223, Одесская обл., Саратский р-н, с. Мирнополье, ул. Ленина, 38